# Julio Oliveira
 (août 2022).
 (août 2022).
La mise en forme du texte ne suit pas les recommandations de Wikipédia : il faut le « wikifier ».
Les points d'amélioration suivants sont les cas les plus fréquents. Le détail des points à revoir est peut-être précisé sur la page de discussion.
- Les titres sont pré-formatés par le logiciel. Ils ne sont ni en capitales, ni en gras.
- Le texte ne doit pas être écrit en capitales (les noms de famille non plus), ni en gras, ni en italique, ni en « petit »…
- Le gras n'est utilisé que pour surligner le titre de l'article dans l'introduction, une seule fois.
- L'italique est rarement utilisé : mots en langue étrangère, titres d'œuvres, noms de bateaux, etc.
- Les citations ne sont pas en italique mais en corps de texte normal. Elles sont entourées par des guillemets français : « et ».
- Les listes à puces sont à éviter, des paragraphes rédigés étant largement préférés. Les tableaux sont à réserver à la présentation de données structurées (résultats, etc.).
- Les appels de note de bas de page (petits chiffres en exposant, introduits par l'outil «  Source ») sont à placer entre la fin de phrase et le point final[comme ça].
- Les liens internes (vers d'autres articles de Wikipédia) sont à choisir avec parcimonie. Créez des liens vers des articles approfondissant le sujet. Les termes génériques sans rapport avec le sujet sont à éviter, ainsi que les répétitions de liens vers un même terme.
- Les liens externes sont à placer uniquement dans une section « Liens externes », à la fin de l'article. Ces liens sont à choisir avec parcimonie suivant les règles définies. Si un lien sert de source à l'article, son insertion dans le texte est à faire par les notes de bas de page.
- La présentation des références doit suivre les conventions bibliographiques. Il est recommandé d'utiliser les modèles {{Ouvrage}}, {{Chapitre}}, {{Article}}, {{Lien web}} et/ou {{Bibliographie}}. Le mode d'édition visuel peut mettre en forme automatiquement les références.
- Insérer une infobox (cadre d'informations à droite) n'est pas obligatoire pour parachever la mise en page.

Pour une aide détaillée, merci de consulter Aide:Wikification.
Si vous pensez que ces points ont été résolus, vous pouvez retirer ce bandeau et améliorer la mise en forme d'un autre article.
Júlio César Oliveira da Silva, né le 1er février 1990 à Sao Paulo, au Brésil, est un acteur brésilien,, ayant interprété le personnage de Chivale dans la telenovela brésilienne Os Dez Mandamentos.

## Biographie
En 2003, Júlio Oliveira fait ses débuts en tant qu'acteur de théâtre dans de petits rôles. À 13 ans, son attitude et son talent[non neutre] le font remarquer. En 2010, il incarne le rôle d'Ângelo Moura dans la telenovela TI TI TI,. En 2011, il fait partie de l'équipe Brilhante. En 2012, il joue dans la pièce Equus. En 2013, il interprète Peixinho dans le feuilleton Sangue Bom. En 2014, il fait partie du feuilleton Os miracles da jesús. En 2015, Júlio Oliveira est reconnu internationalement pour le rôle de Chivale dans le feuilleton Oz dez Mandamentos,,. Pendant le tournage, des photos datant de 2013 paraissent dans des magazines gays et cela fait sensation[non neutre]. En 2017, il joue le personnage de Fernando dans la série Carinha do angel, et en 2018, il incarne le rôle de Gael dans la série Netflix Gamebros. En 2019 et 2020, il interprète Felipinho dans la série HBO Hard. Il est également dans Making Of, A Garota da Moto. En 2020, il fait partie du court métrage Offline et en 2022, il travaille dans Fantástico. Il a été DJ et mannequin masculin dans des magazines tels que Junior Magazine,,, et Mais Junior.
En septembre 2020, il est victime d'un enlèvement éclair à São Paulo, au cours duquel il est menacé avec une arme à feu avant d'être relâché. Il partage son expérience sur les réseaux sociaux pour sensibiliser à la violence urbaine.

## Filmographie
- Ti-ti-ti (2010–2011) : Ângelo Moura[23] — Diffusé sur Rede Globo
- Brilhante F.C (2011) : Wagner — Diffusé sur Rede Globo
- Sangue Bom (2013) : Peixinho — Diffusé sur Rede Globo
- Os milagros da Jesus (2014) : Duma — Diffusé sur Rede Record
- Os Dez Mandamentos (2015) : Chivale — Diffusé sur Rede Record
- Filme B – A Van Assassina (2017) : Douglas — Diffusé sur AnCine TV
- Filme B – O Vampiro de Paulista (2017) : Escobar — Diffusé sur AnCine TV
- Carinha do Anjo (2017) : Fernando — Diffusé sur Rede Globo
- Gamebros (2018) : Gael — Diffusé sur Netflix
- A Garota da Moto (2019) : Laércio — Diffusé sur Rede Globo
- Making Of (2019) : Enzo — Diffusé sur Rede Globo
- Offline (2020) : Thiago — Diffusé sur Virtual Platform
- Hard (2020) : Felipe — Diffusé sur HBO Max / HBO